# Moritz Schleime
Moritz Schleime (* 6. April 1978 in Berlin) ist ein deutscher Maler.

## Leben
Geboren wurde Moritz Schleime 1978 in Berlin-Köpenick, im damaligen Ostteil der Stadt. Seine Mutter ist die Malerin, Filmemacherin und Autorin Cornelia Schleime. 1984 siedelte er mit seiner Mutter nach West-Berlin über. Er studierte von 1998 bis 2004 an der Kunsthochschule Berlin-Weißensee Malerei und Grafik bei Hanns Schimansky und Werner Liebmann, wo er auch als Meisterschüler abschloss. Gründung der Künstlergruppe Tennis-Elephant im selben Jahr. Schleime war Mitbegründer der Produzentengalerie Andreas Wendt (2007–2014: Wendt + Friedmann Galerie). Er lebt und arbeitet in Berlin.

## Solo-Ausstellungen (Auswahl)
- 2016 „Die Aussenseiter“, Galerie LADEN FUER NICHTS, Leipzig
- 2014 „Paintorado“, LARM Galleri, Kopenhagen/Dänemark
- 2013 „Kommste heut nicht, kommste morgen“ Galerie LADEN FUER NICHTS, Leipzig
- 2012 „Cocakieke“, Wendt + Friedmann Galerie, Berlin
- 2011 „COLOR CASTLE“, LARM Galleri, Kopenhagen/Dänemark
- 2011 „Early Birds“, Städtisches Museum Engen + Galerie, Engen, mit Marc Gröszer (Katalog)
- 2010 „Bonzo“, Wendt + Friedmann Galerie, Berlin (Katalog)
- 2008 „Sons of Scaramanga“, LARM Galleri, Kopenhagen/Dänemark (mit Marcus Wittmers)
- 2008 „ASSO ROCK“, Wendt + Friedmann Galerie, Berlin
- 2007 „Rocky Beach Forever“, Galerie Andreas Wendt, Berlin, (Katalog)
- 2005 „Bonnies Ranch“, Galerie Andreas Wendt, Berlin

## Gruppenausstellungen (Auswahl)
- 2022 "Corinne von Lebusa, Inga Kerber, Moritz Schleime – MAMMA MIA AMORE MIO" – Gruppenausstellung, Museum Bensheim
- 2019 "Aggroschaft – Marc Jung & The Gang" – Gruppenausstellung Marc Jung, Benedikt Braun, Ulrike Theusner, Moritz Schleime und Till Lindemann, Kunsthalle Erfurt
- 2016 „Bittersüße Zeiten – Barock und Gegenwart – “, Edwin Scharff Museum, Neu-Ulm
- 2015 „Wahrheiten“ – Werke aus der SØR Rusche Sammlung-, Museum Abtei Liesborn, Wadersloh
- 2015 „The Vavancy“ – 33 Artists, 33 Rooms-, Galerie Crone, Berlin
- 2015 „Bittersüße Zeiten“, Kunsthalle Jesuitenkirche, Aschaffenburg
- 2015 „Inaugural Exhibition“ Galerie Patrick Ebensperger, Wien
- 2015 „NULL ACHT FUFFZEHN“, Laden fuer Nichts, Leipzig
- 2014 „Das flüssige Element - Seestücke des 17. und 21. Jahrhunderts“, Kunstmuseum Ahrenshoop
- 2014 „Bittersüße Zeiten“, Kunsthaus Apolda Avantgarde, Kunsthaus Stade
- 2014 „The Cambridge Rules“, Galerie Jochen Hempel, Berlin
- 2013 „STATUS 2“ Künstlerhaus Bethanien, Berlin
- 2013 „Alles Wasser 2“, Galerie Mikael Andersen, Berlin
- 2013 „Schöne Landschaft - Bedrohte Natur“, Kunsthalle Osnabrück, Osnabrück
- 2012 „SØR Rusche Sammlung: Eros & Thanatos“, Baumwollspinnerei Werkschauhalle, Leipzig (Katalog)
- 2012 „Salon Murid Bosh - Für Hunde In Der Zentralgrube“, Kunsthalle m3, Berlin
- 2011 „ENTROPIA“ – Philara – Sammlung zeitgenössischer Kunst, Düsseldorf
- 2011 „HotSpot Berlin. Eine Momentaufnahme“, Georg Kolbe Museum, Berlin, (Katalog)
- 2010 „SUPERKEIT!“, Galerie Anna Klinkhammer, Düsseldorf
- 2010 „Demonolgy“, Charlie Smith Gallery, London-UK
- 2009 „Wasistdas“, JTM Gallery, Paris-FR, (Katalog)
- 2008 „The Other Mainstream II“, Selections from the Mikki and Stanley Weithorn Collection, ASU Art Museum, Arizona-USA, (Katalog)
- 2007 „The Thomas Olbricht Collection“, Museum Folkwang, Essen, (Katalog)
- 2007 „Tales of Reality and Beyond“, LARM Galleri, Copenhagen-DK,
- 2006 „Kaputt in Hollywood“, Galerie Andreas Wendt, Berlin
- 2005 „Divine“, Galerie Andreas Wendt, Berlin

Quelle:

## Sammlungen
- Olbricht Collection, Essen/Berlin, D
- SØR Rusche Collection, Oelde/Berlin, D
- Steffen Hildebrand Sammlung, Leipzig
- Detlefs Collection, Kopenhagen/Dänemark
- Mikki and Stanley Weithorn Collection, USA
- Jens-Peter Brask Collection, Kopenhagen/Dänemark
- Sammlung Sperling, Mainburg
- Ole Lindboe Collection, Dänemark
- Flemming Høgdahl Collection, Dänemark
- Martin Nielsen Collection, Dänemark
- Conny Konzack Collection, Berlin
- sowie in zahlreichen internationalen Privatsammlungen